# Кунья (Пермский край)
Кунья — деревня в Добрянском районе Пермского края. Входит в состав Перемского сельского поселения.

## Географическое положение
Деревня расположена в нижнем течении реки Кунья, примерно в 5,5 км к юго-западу от административного центра поселения, села Перемское. Через деревню проходит автомобильная дорога Пермь — Березники.

## Население
| 2010 |
| ---- |
| 2    |

## Топографические карты
- Лист карты O-40-42 Чёлва. Масштаб: 1 : 100 000. Состояние местности на 1982 год. Издание 1988 г.